# 오넬키 가르시아
오넬키 가르시아(스페인어: Onelki Garcia, 1989년 8월 2일 ~ )는 쿠바의 야구 선수이자, 현 레오네스 데 유카탄의 소속 선수(투수)이다.